# Interacción plasma-pared
La interacción plasma-pared se refiere a los fenómenos que tienen lugar como consecuencia del contacto del plasma con un cuerpo sólido, no sólo en la superficie de contacto, sino también tanto en el interior del plasma (reciclado, transferencia de materia y energía, ...) como del sólido (difusión, cambios estructurales, ...).

## Aspectos básicos
Cuando un plasma está en contacto con un sólido, lo que ocurre por regla general en todos los plasmas generados artificialmente, el sólido actúa como un sumidero para el plasma. Iones y electrones se precipitan sobre el sólido y se recombinan, emergiendo como átomos neutros, que se vuelven a ionizar en el seno del plasma, normalmente por colisión con electrones. El sólido actúa como sumidero para el plasma y, a la vez, alimenta con neutros la fuente que genera nuevo plasma en sus proximidades. Este fenómeno se conoce como reciclado del plasma. Su fundamento se explica a continuación.
En un plasma, los electrones tienen una gran movilidad en comparación con los iones, debido a la diferencia de masas entre ellos. Esto hace que los electrones puedan difundir rápidamente, pero con ello se crea un campo eléctrico de polarización por la separación de las cargas que, en ausencia de otra fuerza, hará retornar el flujo de electrones restableciendo la cuasineutralidad del plasma. Así, la difusión electrónica está limitada por la difusión iónica, proceso que recibe el nombre de difusión ambipolar. 
Debido a esta diferencia de movilidad comentada, los electrones serán la primera especie en alcanzar una superficie expuesta al plasma. Esto provoca la aparición de un gradiente de potencial eléctrico en el plasma en contacto con la superficie, gradiente que se atenúa rápidamente por el efecto de apantallamiento de cargas a distancias del orden de la longitud de Debye.
La región en la que el potencial cae desde su valor en el plasma al potencial flotante de la superficie recibe el nombre de sheath (vaina o funda, en inglés), o sheath de Debye, para diferenciarlo del sheath magnético.

## Clasificación de los fenómenos de interacción plasma-pared
Cuando el flujo de iones es acelerado en el sheath hasta la velocidad del sonido en el plasma (criterio del sheath de Bohm) e incide sobre la superficie, puede ocurrir una gran variedad de interacciones, que se pueden clasificar de acuerdo a su mecanismo físico subyacente en:
- Procesos de transferencia de momento
- Procesos difusivos
- Procesos reactivo-difusivos

### Procesos de transferencia de momento
Los procesos de transferencia de momento (sputtering físico y backscattering) dependen de:
1. Las masas atómicas de proyectil y objetivo
2. La energía de la partícula incidente
3. El ángulo de incidencia del proyectil
4. La rugosidad del objetivo

### Procesos difusivos y reactivo-difusivo.
Los procesos difusivos (RES) y reactivo-difusivos (erosión química) dependen de:
1. La masa del proyectil
2. La energía de la partícula incidente
3. La temperatura del blanco
4. El flujo de partículas incidentes

## Introducción a los procesos PMI (Plasma Material Interactions)
Los principales procesos PMI se listan a continuación. Sus mecanismos y dependencia de distintos parámetros se explican en subsecciones.

### Sputteringfísico
El sputtering físico es la extracción de átomos de la superficie de un sólido debida al impacto de partículas energéticas. El proceso puede describirse como una transferencia de momento en una cascada de colisiones iniciada por la partícula que incide en la capa superficial del sólido. Un átomo de la superficie es eyectado si su energía es mayor que la energía de enlace de la superficie. 
El rendimiento del sputtering (γ) es el parámetro con el que se cuantifica este proceso. Es una medida de cuántos átomos son extraídos por cada ion incidente. 
El sputtering físico depende de:
1. Masa atómica del proyectil y del objetivo.
2. Energía de incidencia del proyectil.
3. Ángulo de incidencia del proyectil.
4. Cambios estructurales en el objetivo.
5. La rugosidad superficial del objetivo.

### Erosión química
La erosión química ocurre cuando un átomo incidente reacciona con los átomos objetivo para formar moléculas que se difunden a la superficie. Luego estas moléculas se desorben en la superficie ayudadas por la energía térmica de ésta. 
Debido a su relevancia en fusión nuclear, se ha desarrollado en los últimos años un esfuerzo intensivo en la investigación de la erosión química del grafito por el hidrógeno, para formar hidrocarburos. Dependiendo del mecanismo químico de formación de los hidrocarburos, la erosión química se clasifica en:
- erosión química atérmica. Domina para bajas temperaturas del blanco
- erosión química térmica. Domina a altas temperaturas y depende del flujo incidente de partículas

Otros parámetros que afectan a la erosión química son:
1. Las especies de los proyectiles.
2. La energía de las partículas incidentes.
3. La temperatura del objetivo.
4. La magnitud del flujo de partículas incidentes.

La erosión química, al contrario que el sputtering físico, no depende del ángulo de incidencia. En ITER, el grafito sufrirá erosión química debido al Hidrógeno, Deuterio, Tritio y Oxígeno. El helio y otros iones no reaccionan con en grafito, aunque favorecen el proceso. 

### Sublimación asistida por radiación (RES)
La RES, acrónimo inglés de Radiation enhanced sublimation, ocurre de forma general en una gran variedad de materiales en contacto con el plasma. Según las últimas investigaciones, se debe a la sublimación de átomos del sólido que han quedado adsorbidos en la superficie tras la colisión con iones incidentes. En estos átomos la sublimación se ve muy favorecida, por lo que ocurre a temperatura inferior a la sublimación térmica ordinaria. Los átomos del sólido son emitidos con una distribución angular isótropa, incluso cuando los iones pasan arañando la superficie (ángulo de incidencia casi nulo), y con distribución energética igual a la temperatura de superficie.
La RES depende de:
1. Las especies incidentes.
2. La energía de la partícula incidente.
3. La temperatura del objetivo.
4. El ángulo de incidencia del proyectil. Esta dependencia es débil.
5. El flujo de partículas incidentes.

### Backscattering
El backscattering describe la proporción de partículas incidentes que rebotan en la superficie sobre el flujo total incidente. No debe confundirse con los neutros reciclados, en este caso los iones normalmente también neutralizados conservan una fracción apreciable de su energía inicial. El número de partículas rebotadas por partícula incidente recibe el nombre de coeficiente de backscattering de partícula, y el ratio entre la energía media con que rebotan y la energía incidente recibe el nombre de coeficiente de backscattering de energía.
El backscattering depende de:
1. La masa atómica del proyectil y del objetivo.
2. La energía de incidencia del proyectil.
3. El ángulo de incidencia del proyectil.
4. Las variaciones estructurales en el objetivo.
5. La rugosidad superficial del objetivo.

### Arcing
En protuberancias y/o puntos calientes de la superficie pueden saltar arcos eléctricos entre ésta y el plasma, causando la liberación en el mismo de iones, átomos e incluso pequeñas gotas de metal líquido o pequeños fragmentos de carbono. Tales arcos son cortas descargas eléctricas, del orden de μs, donde el cátodo se constituye preferentemente en algunas áreas del sólido, y el ánodo es el plasma.
El arcing depende de:
1. El acondicionamiento de la pared.
2. El potencial entre el plasma y la pared.
3. La estabilidad de la descarga.

### Blistering
El Blistering ocurre en condiciones de altos flujos iónicos sobre la superficie del sólido. Una parte de éstos rebotan (backscattering), otra queda adsorbida en la superficie desde donde es reemitida al plasma, y una tercera parte se implanta en el interior del sólido, en lugares vacantes o intersticiales, o en zonas intergranulares o porosidades. La mayor parte de este flujo iónico migra de nuevo a la superficie por difusión, otra parte queda atrapada en los espacios vacantes o intersticiales de la red, y otra migra hacia el interior del sólido por difusión. Cuando los flujos iónicos son muy altos, la formación y crecimiento de porosidades bajo la superficie se ve favorecida sobre los fenómenos difusivos, dando lugar al blistering. 
El blistering depende de:
1. El tipo de material.
2. Las condiciones del flujo incidente.